# Zahrada Kanálka
Zahrada Kanálka je dnes již zaniklá zahrada, která se rozkládala mezi dnešní Polskou ul. a Vinohradskou třídou na Vinohradech. Část zahrady je dnes součástí Riegrových sadů v Praze.

## Minulost

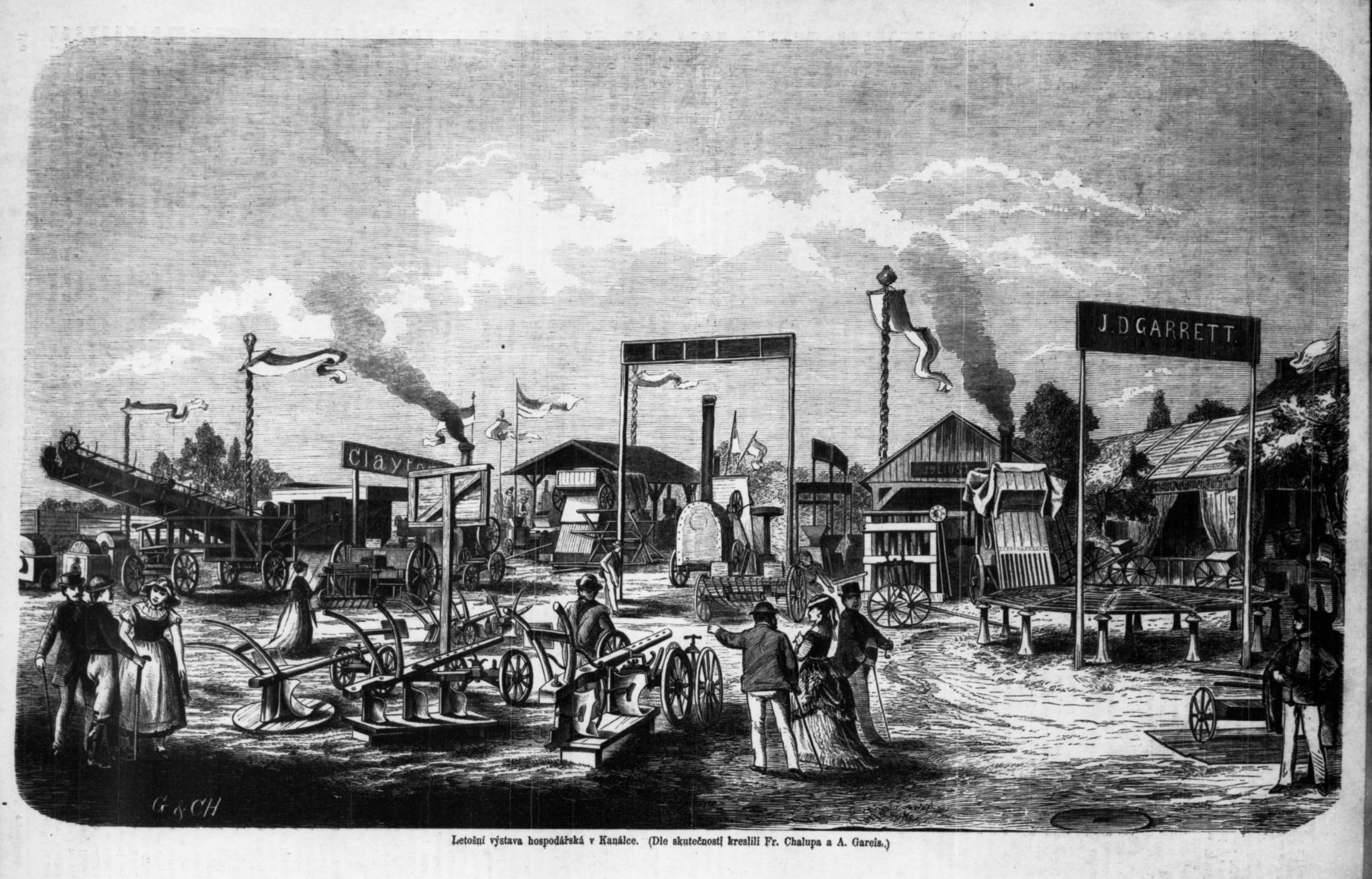
Hospodářská výstava v Kanálce, 1869

Jednu z nejstarších vinic za Koňskou bránou (v místech dnešního Národního muzea) vlastnil pražský lékárník a přítel Karla IV., Angello z Florencie. Jeho rodu vinice patřila až do 16. století. Od 17. století byla majetkem svatojakubského kláštera, od něhož ji koupil velmistr svobodných zednářů hrabě Josef Emanuel Malabaila de Canal. Hrabě postupně koupil v roce 1782 usedlost Herzovka, o rok později sousední vinici Sixtovka a nedlouho na to i několik dalších (Andělku, Kocourku, Cikánku, Kuchynku a další mezi dnešními ulicemi U Kanálky a Italská). Kolem všech pozemků po obvodu nechal vystavět zeď a začal s budováním zahrady, u které se okamžitě vžil název Kanálka. Zahradu pro něj vybudoval známý pražský zahradník Václav Teisinger. Zahrada byla dokončena v roce 1791 a od roku 1800 ji hrabě zdarma zpřístupnil pro veřejnost. Kvůli poškozování zahrady byl ovšem později hrabě nucen přístup regulovat zvláštními vstupenkami.
Hrabě byl stoupencem soudobého fyziokratismu, směru, který za nejpřirozeněji produktivní odvětví považuje zemědělskou výrobu, a usiluje proto o její zvelebení. Postupně v ní vznikl botanický ústav, vegetační a fyziologická stanice s botanickým učilištěm, skleníky, přednáškový sál, prostory pro botanické sbírky i pro vědeckou činnost. Šlechtily se zde nové plodiny, mezi nimi brambory (které v té době nebyly rozšířené), vojtěška, jetel a cukrová řepa. Dále se zde nacházel hospodářský dvůr, pokusná stanice pro chov ušlechtilého dobytka, ukázky zemědělských strojů i ukázky plemen hospodářských zvířat. Malou zoo tvořily voliéry domácích i exotických ptáků, jezírka s rybami, ale i domek s opicí. Na zahradě bylo v roce 1808 založeno hospodářské (zemědělské) výstaviště a v roce 1811 postaven malý pokusný cukrovar.
Zahradu kromě jiného tvořily i prosluněné travnaté plochy, rozsáhlá výsadba domácích i „exotických“ stromů, keřů a květin, stinné aleje a skupiny dřevin. Dále se zde nacházely také zahradní pavilonky. Nalézala se v ní i lázeň a studánky, malé bludiště a část komponovaná v čínském pojetí s figurkami, stavbami a můstky.

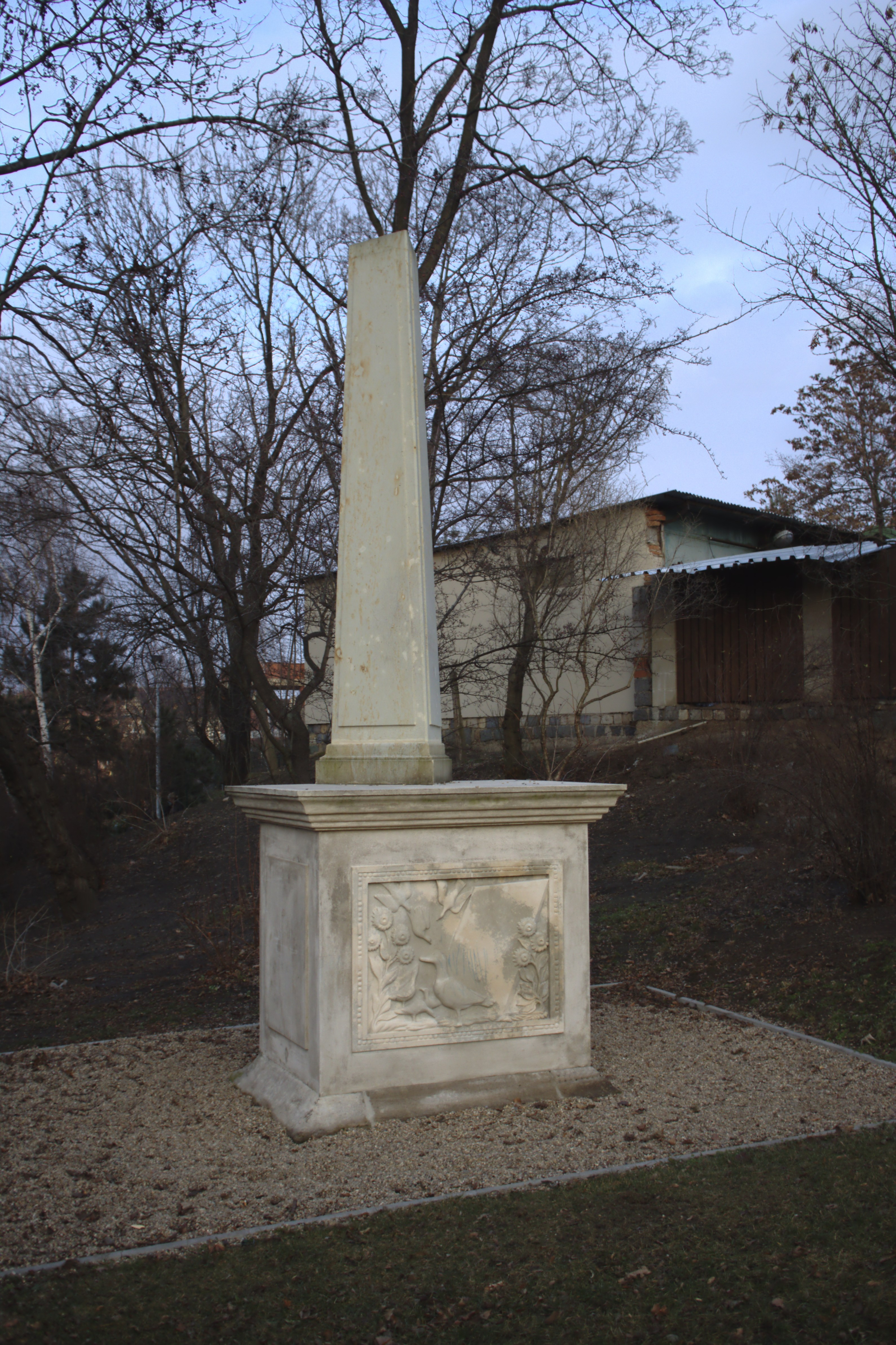
tzv. Ptačí obelisk

Do vyvýšené části architekt zakomponoval památník zesnulé manželky hraběte, nesoucí zednářské znaky a nápis „nejněžnější choti, matce a přítelkyni lidstva“. Nedaleko byla umístěna poustevna. Všechny tyto části logicky propojovaly cesty pro pěší i pro vozidla.
Hrabě Josef Emanuel Malabaila de Canal byl za zásluhy jmenován čestným občanem města Prahy.
Kanálka byla v těch dobách velice populární. Večerní slavnosti navštěvovaly nejrůznější celebrity z tuzemska i zahraničí. Mezi hosty patřil například i anglický spisovatel Washington Irving. Nejznámějším návštěvníkem Kanálky byl ale Wolfgang Amadeus Mozart.
V roce 1826 hrabě Canal umřel a Kanálku zdědila jeho jediná dcera Josefína, která v roce 1827 prodala Kanálku hraběti Ludvíku Arnoštovi Buquoy. Hrabě v roce 1830 zahradu prodal Moritzi Zdekauerovi. Zdekauer sice prodal část pozemků, ale i v době jeho vlastnictví Kanálka dále sloužila svému účelu. Pokusil se ji přejmenovati na Zdekauerovu zahradu, ale název se nevžil a všichni pořád používali původní název Kanálka. Po smrti Zdekauera (1854) zahradu převzali jeho dědici. Kanálka byla roku 1884 zrušena a následně rozparcelována na stavební pozemky (1901 - 1903).
Místo Kanálky zde vznikly Riegerovy sady a na kdysi opravdu velkou a dosti známou zahradu dnes vzpomíná již jen název ulice U Kanálky a pískovcový obelisk ve Vozové ulici v Praze. Tento tzv. Ptačí obelisk byl v roce 2009 rekonstruován pod hlavičkou Galerie hlavního města Prahy. Trojboký pískovcový obelisk vysoký 4,5 m na hranolovém podstavci s reliéfem ptáka s mláďaty v perlovcovém rámu je datován do doby kolem roku 1840. Kromě obelisku se z původních součástí zahrady zachovala ještě vstupní brána ve spodní části parku, napájecí jezírko pro ptáky a stavba s vnějším schodištěm, která kdysi fungovala jako historická rozhledna. Jedná se o pozdně klasicistní stavbu, která je někdy označována i jako tzv. Mlíkárna. Dlouho byla jen domovem bezdomovců a narkomanů. Dnes stojí na tomto místě zrekonstruovaná restaurace.

## Citát
| „                  | ...Kousek dál byly vlhké louky, kde v mokřinách jsem lovil salamandry a pak je choval doma ve sklenici od okurek. Ještě mezi ulicemi byly sady a zahrady. Taková Kanálka s obrovskými stromy a houštěmi křovin, s obelisky, s poustevnou, studánkou a s altány byla už asi v pozvolném rozkladu, ale pořád to byl nádherný sad, zářící zeleň a voňavě dýchající stín. A byly zde staré dvory se zahradami, obehnané zdmi, přes které bylo vidět větve stromů od jejich květů až po úrodu třešní nebo jablek. Jenže nepřišel-li jsem na některou stranu po několik měsíců a někdy i neděl, situace se změnila. Můj příkop s čolky, kteří měli růžová bříška a něžné pacičky, byl jednoho léta zavezen špinavou skládkou z pražských bouraček, tamhle ta pole zůstala na podzim nezorána, protože byla rozprodána na parcely, a patřilo téměř k pýše vinohradské podnikatelské schopnosti, jak rychle celá ta krása Kanálky zmizela v základech nové činžákové čtvrti... | “ |
| — František Langer | |   |

## Zajímavosti

### Výběr místa pro zoo
Ministerský rada státní regulační komise dr. E. Schwarzer navrhoval k výběru pro vybudování ZOO 14 míst v obvodu Velké Prahy. Jednalo se o tyto lokality: Cibulka, Košíře, Troja, Petřín, Strahov, Kinského zahrada, Vysočany, Štvanice, Kanálka, Klamovka, Stromovka, Letná, Šárka, Hloubětín – údolí Rokytky.

### Císař František I.
Canalovu Kanálku obdivoval císař František I., když zavítal do Čech.

### Počátky veřejných parků
Za Josefa II. počali v Praze šlechtici otvírat svoje zahrady pražským občanům. Věc neslýchaná. Hrabě Canal otevřel svou Kanálku, až mu ji začali Pražané oškubávat, tak omezil vstup jen na pozvánky a známým osobám. Jedině židům nikdy nedovolil vstup.

### Závody na kolech
Roku 1816 vynalezl Karl Friedrich Christian Ludwig, svobodný pán Draise ze Sauerbronnu vehikl, pojmenovaný "rychloběžným strojem" a pak dle vynálezce "draisinou". Od roku 1818 pořádal vynálezce závody draisin (první závody na kole vůbec). Podobné závody konaly se asi za tři roky i v Praze při zahradní slavnosti v Kanálce. Návštěvníci těchto závodů se při tom velmi pobavili, neboť jízda nepostrádala komiky.

### Mecenáš vědy a podněcovatel vývoje
Josef Emanuel Canal, zálibou botanik, podnítil sepsání a vydání dvou botanických knih - Květeny Čech a knihy nazvané Hortus Canalius. Až do konce života byl hrabe Canal předsedou Vlastenecké hospodářské společnosti. Jaroslav Kemper ve své historické studii z roku 1912 napsal: 
| „ | Nebylo po celou prvou polovici devatenáctého věku v Praze oblíbenější zahrady nad Kanálku. | “ |

Hrabě Josef Emanuel Canal pořádal v zahradě několik zednářských slavností, kterých se výjimečně účastnily i ženy. Osměleny touto podobou emancipace - šlo vesměs o šlechtičny - založily v Praze vlastní lóži.

### Příspěvek pražské botanické zahradě
V r. 1848 vydala Matice česká v Praze Pixův „Klíč štěpařský“, v jehož třetím dílu je popsáno 8 letních, 7 podzimních a 86 zimních odrůd jablek. Po smrti Františka Pixy byly tyto odrůdy dále udržovány v pražské zahradě na Kanálce.
V r. 1870 zakládá c. k. vlastenecko-hospodářská společnost ovocnicko-vinařskou školu v Tróji, v r. 1885 v Mělníku a v r. 1887 v Litoměřicích. Zvláště v Tróji byly soustředěny bohaté sbírky světových odrůd jablek, pěstované předtím v pražských zahradách na Kanálce, později na Kozačce.

### Josef Rössler-Ořovský
Ve dvanácti Rössler spolu s kamarády z reálného gymnasia zakládají bruslařský kroužek s hrdým názvem: „Bruslařský klub“. Jakmile skončí bruslařská sezóna, začíná s kamarády trénovat běh v zahradě Kanálce.

### Karel Hynek Mácha
Nedělní špacír po pražských parcích Cibulce nebo ve vinohradské Kanálce dokáže neklidného ducha Karla Hynka Máchy upokojit jen z části. Potřebuje uniknout z „trudné komnaty“, jak sám říká ponuré světničce u bytu rodičů na pražském Dobytčím trhu (dnešní Karlovo náměstí).

### Škola v Kanálce
| „ | Tam nařízeno bylo obci, z příčin, kteréž již loni byly vyloženy, totiž že prý v Pražských německých školách se nalézá takový počet německých dětí z obce Vinohradské, že potřebí jest, aby se pro ně zřídila trojtřídní německá škola; bylo nařízeno obci Vinohradské aby zřídila bez meškání německou školu 3třídní. Obec zařídila ji, přeložila českou školu do jiné budovy a dala tytéž místnosti, v nichž se nalézala po několik let škola česká, k disposici škole německé. Jak obecně známo je, nalézají se tyto místnosti v Kanálce a jsou to zajisté místnosti velmi pěkné a zdravé, vždyť v zahradě se nalézají. Nicméně panu okresnímu inspektorovi Liebleinovi nelíbila se tato místnost i nařídil ústně, bez písemního rozkazu zemské školní rady, zástupcům obce, aby přeložili tyto místnosti, sice že on sám na útraty obce jiné opatří. | “ |

### První hospodářská výstava
Šternberk zahájil v roce 1835 v Kanálce první výstavu ovcí, hovězího dobytka a hospodářských strojů v českých zemích.

### Josef Kajetán Tyl
Josef Kajetán Tyl - Jitro
| „ | Šetrnými slovy zval jsem ho, aby mi své další příjemné společnosti popřál, a mě do blízké Kanálské zahrady na sklenici vína doprovodil. Stařec přijal pozvání mé bez dlouhého zdráhání, a tím opět, jakož vůbec veškerým chováním, projevil onu nenucenosť a jistotu, jakovéž jen dlouhým obcováním ve spolcích vybranějších nabýváme. „Slunce nestojí ještě vysoko,“ rozprávěl, an jsme sady opouštěli — „a v nový domov dostanu se ještě dosti časně.“ „Jste u Prahy na novo domovem?“ ptal jsem se zvědavě. „Ode dneška — a sice v domě vysloužilců. Vetché oudy nechtějí déle na světě službu konati; musím si tedy místečko k poslednímu oddechu a k složení hnátů vyhlídnout.“ „Však se nezdá, že byste před smrtí již ve strachu vězel,“ usmál jsem se. „Ruka Páně vládne nad námi a zchvacuje i ostříhá nás všecky všudy, před Prahou i v Praze,“ řekl starý nábožně. „Neviděl jste již dávno naše hlavní město?“ ptal jsem se ho dále. „Od roku šestnáctého — když jsme se vítězoslavně z Paříže vrátili. Tenkráte jsem byl ještě k světu podoben, a srdce moje schopno radovánek, jimiž nás po celém okolí vítali.“ „Od těch časů staly se arci mnohé změny po městě. Sotva se v Praze poznáte.“ „Ach, což dbá staré oko na změny, jaké se udály na domech. Já se budu dívati po lidech. Slyšel i četl jsem o tom, jak ozdobně si Praha počíná, a když jsem dnes ráno k těm sadům přišel, musel jsem jako dítě zaplakati. Byly to slze radosti a vděčnosti. Jakéž to boží požehnání na místě druhdy pustém, ano zlořečeném, ježto poslouchalo vzdechy katem umírajících! Byloť mi, jakobych na předsíň světa vcházel, kdež nebude ani záští, ani nepřízné, ani bídy, ani zločinu.“ — Šli jsme podlé hradeb vzhůru ku Pštrosce. Stařeček spínal radostí ruce, pohlížeje na zahradu, jakéž nebylo v té podobě za času jeho viděti. Hlasitě šuměly v Kanálce vysoké topoly, an jsme kráčeli ke stolům, ve chlad libostinných kaštanů. Slunce začínalo již plamennými ústy zemi líbati. | “ |

### Historie SK Slavia Praha
A tak to netrvalo dlouho a byla založena nová Slavia, už jako samostatný sportovní klub. V prvním období držela prvenství stále ještě cyklistika, ale svou aktivitu zahájili fotbalisté už v listopadu 1895 na Královské louce, a 21. ledna 1896 založili vlastní fotbalový odbor. Hrávalo se hlavně na Císařské louce, na vinohradské Kanálce, na Letenské pláni, na žižkovské Ohradě, v Karlíně na Invalidovně, na vojenských cvičištích a vlastně všude, kde bylo místo a kde to šlo.

### Alois Studnička
Alois Studnička pořádal řadu přednášek a výstav na venkově i v Praze. Celkem přednesl 210 přednášek o světových výstavách, vynálezech a malířství. Z výstav Aloise Studničky uveďme ty nejvýznamnější: Hospodářská výstava v roce 1869 v Praze v Kanálce, Školská výstava v roce 1870 v Praze, Všeobecné průmyslové výstavy v roce 1872 a 1875 a Etnografická výstava dr. Holuba v roce 1879.

### F. L. Věk
F.L.Věk za studentských let horoval pro tato hesla, tenkráte, když čítal Rousseaua, kdy s Hněvkovským překládali v Kanálce Voltairovy verše o svobodě, oba nadšení svobodomyslnými přednáškami profesora Meissnera.

### František Palacký
| „ | 23. května. Dopoledne u p. Dobrovského, potom u paní Tománkové a s ní u Ebertů, kdež sem i obědval, rážkovav s Karlem dříve u Steinice. Popoledni šel sem do Kanálky a Wimmrovky; a odtud s Presly k p. Jungmannovi. Vydáno 1 zl. 18 kr. 10. července. Dopoledne u Dessaurů, s Pauschem u Měchury ; potom u Eberta, s nímž i s p. Wastlem šli sme ještě odebrati se od paní Pichlerové. Oběd u Ebertů. Potom byv doma, navštíven jsem od Měchury, a šel s ním do Kanálské zahrady a Štrosových lázní; posléze u Jungmanna. Pradleně 2 zl. 38 kr., dřívce na boty 50 kr., nočník 30 kr., zouvák 12 kr., jiné vydání 32 kr. Dne 11. června. Ráno u barona Stenče, dal sem mu zprávy tajné o něm. Pak na Hradčanech představil mě p. Peters knížeti panujícímu z Lobkovic, on se mnou vlídně obcoval, pozval mě do Roudnic. Na chvíli u p. Dobrovského. Oběd doma. Popoledni u Měchurových, a s nimi i s Klárou přes Kanálskou zahradu do Švihanky, kdež sme na Tušilův ballon povětrný darmo čekali. K večeři pozván byv od otce, vrátil sem se nespokojený nad Teresii domů. Přijal 20 zl. Snídaní 13 kr. ; oběd 1 zl 3 kr. | “ |

### Jaroslav Seifert
J. Seifert věnoval zahradě báseň "Kanálská zahrada", vydanou ve sbírce Morový sloup.
| „ | Vraťme se ještě k panu hraběti. / Měl rád hudbu / a hudebníkům přikázal, / aby hráli na své dechové nástroje / ukryti v křoví zahrady. // Hudebníci vdechovali do svých nástrojů / hustou vůni květů / a ta pod doteky jejich prstů / měnila se v milostné písně / k tanci. // Tu jsou! Chcete-li tančit, / tančete. | “ |